# Kolibri könyvek
A Kolibri könyvek egy 24 kötetes magyar könyvsorozat, amelyet 1977 és 1991 között jelentetett meg a Móra Ferenc Könyvkiadó. Kivitelében tökéletesen megegyezik a Búvár zsebkönyvek köteteivel, témaválasztása szerint azonban nem a természetet, hanem a technika eredményeit, fejlődését mutatta be. A nyomtatási példányszámok 45000-től 145000-ig terjedtek, a későbbiek 100000 felett kerültek kiadásra. Az ára a kezdeti 18,50 forintról 55 forintra nőtt a sorozat végére.

## Célkitűzés
„Zsebbe való kicsi könyv, kicsi is, színes is, akár a nagy madarak között a csillogó-villogó kolibri. A Kolibri sorozat az emberi kultúra és technika történetének és jelenének színes lapjait gyűjtögeti. Egy-egy kötet 29 színes táblán mutatja be az előző korok öltözködését, az ősi és modern munkaeszközöket, az európai építészeti stílusokat, bútorokat, nagy találmányokat, gépeket, hajókat, autókat, mozdonyokat, régi fegyvereket, pénzeket, hangszereket.”

– Az első kötetek hátlapjáról

## A sorozat kötetei
1. Léghajók, repülőgépek (1977, 1980, 1984) ISBN 9631120724 (1977)
2. Korok, divatok (1978) ISBN 963111032x
3. Építészeti stílusok (1978, 1983) (1978)
4. Autók (1979) ISBN 9631128830
5. A győzelem fegyverei (1980) ISBN 9631121372
6. Magyar népviseletek (1980, 1993, 1996) ISBN 9631121208 (1980)
7. Űrhajózás (1981) ISBN 9631125572
8. Magyar népi építészet (1982) ISBN 9631131572
9. Pásztorélet, pásztorművészet (1983) ISBN 9631130959
10. Magyar népi cserépedények (1983) ISBN 9631129365
11. Mozdonyok (1984) ISBN 9631137635
12. Régi, érdekes játékok (1985) ISBN 9631138968
13. Elődeink fegyverei (1985) ISBN 9631139891
14. Autók 2 (1986) ISBN 9631145158
15. Magyar népi hangszerek (1986) ISBN 9631151409
16. Ejtőernyők siklószárnyak (1987)  ISBN 9631151433
17. A világ nevezetes hídjai (1987) ISBN 9631153037
18. Órák (1988) ISBN 9631156028
19. Motorkerékpárok (1988) ISBN 9631154807
20. Korok, bútorok (1988) ISBN 963111032x
21. Különleges repülőgépek (1989) ISBN 9631163822
22. Üvegművészet (1989) ISBN 9631165329
23. Híres magyar templomok (1989) ISBN 9631165388
24. Versenyautók (1991) ISBN 9631167860[1]